# Bruno van der Dussen

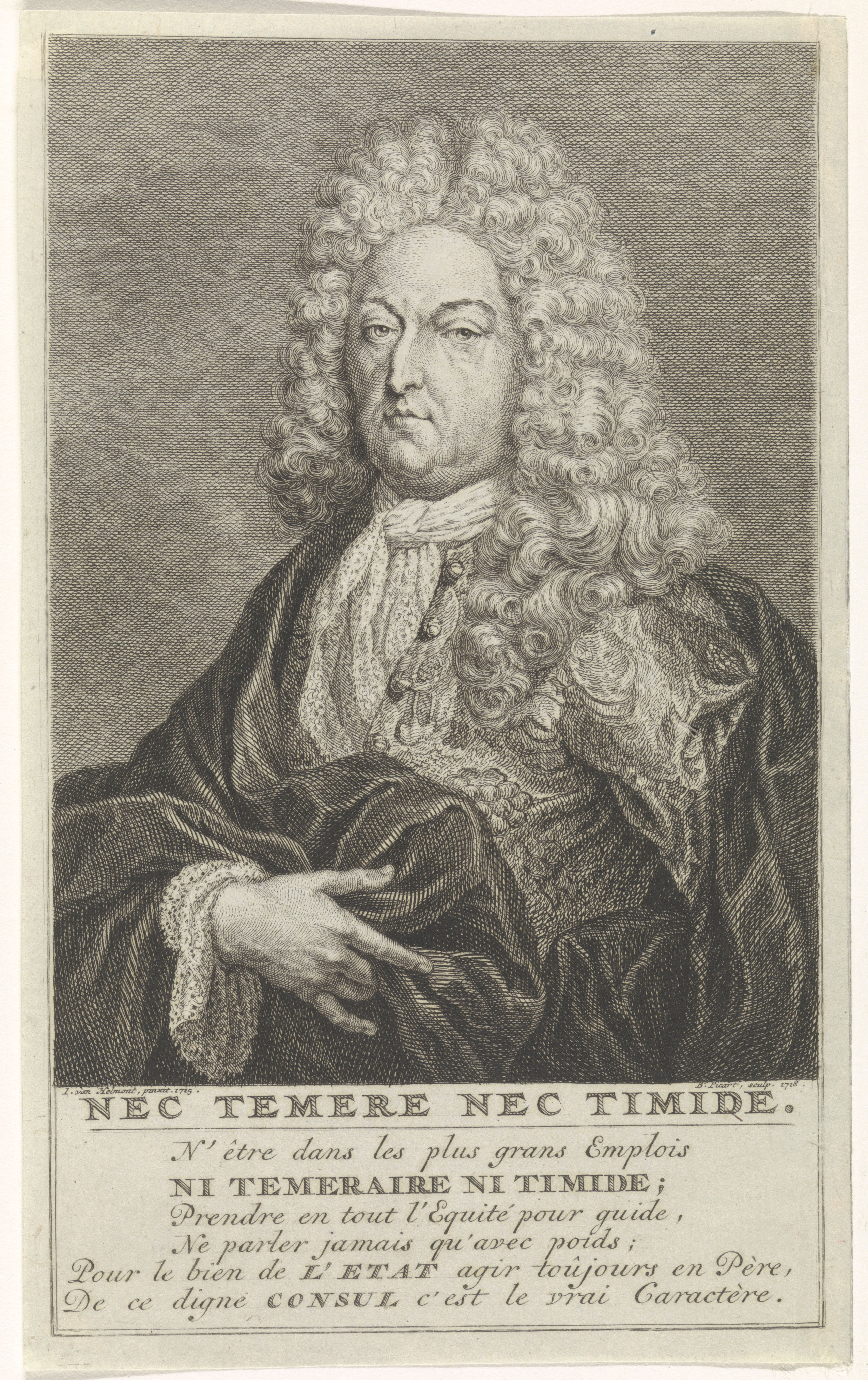
Bruno van der Dussen

Bruno van der Dussen (Gouda, 9 augustus 1660 – Bodegraven, 2 februari 1741) was pensionaris en burgemeester van Gouda.
Van der Dussen, lid van de familie Van der Dussen, was een zoon van de Goudse burgemeester Jacob van der Dussen en Adriana Cincq, studeerde rechten aan de Universiteit van Harderwijk en promoveerde aldaar in 1680. Zijn oudoom van moederszijde Hiëronymus van Beverningh interesseerde zich zeer voor zijn neef en leidde hem op voor de diplomatieke dienst.
Van der Dussen was pensionaris van Gouda van 1688-1741 en burgemeester gedurende een reeks van jaren in de periode 1702-1720. Hij vervulde daarnaast tal van bestuurlijke functies in Gouda. Ook werd hij door de landsregering belast met diplomatieke opdrachten. Hij beslechtte in 1704 een geschil in Gelderland, ontstaan door de bestuurlijke wijzigingen na de dood van Willem III. Hij voerde de vredesonderhandelingen met de Fransen in 1709 en 1710. Als buitengewoon ambassadeur was hij werkzaam bij de Vrede van Utrecht in 1713 en bij het sluiten van het Barrièretractaat in 1715.
De dichter Jan van Hoogstraten bezong hem in het volgende gedicht:

Toen 't vuur des oorlogs 't Land afweide, en blaakte op Zee,
Riep 't afgestrêen gewest den Hemel aan om vrêe;
De zon van Bruno rees en Mavors star ging onder.
Duikt Lauwren, Duikt! De Olijf bekroond dit Hollandsch wonder.

- Biografisch Portaal: 01084346
- Digitale Bibliotheek voor de Nederlandse Letteren: duss012
- Gemeinsame Normdatei: 1025652878
- International Standard Name Identifier: 0000 0003 8253 0082
- Nederlandse Thesaurus van Auteursnamen: 070015589
- Système universitaire de documentation: 240954807
- Virtual International Authority File: 265952167
- WorldCat: E39PBJjT4Jt3DC6rbqQvYcVDMP